# لیبره‌آفیس
لیبره‌آفیس (به انگلیسی: LibreOffice) (آوایش: li:.brəˈɒ.fɪs) یک مجموعهٔ اداری آزاد و متن‌باز است که توسط بنیاد داکیومنت توسعه داده می‌شود. این نرم‌افزار از مجموعهٔ اداری اپن‌آفیس برگرفته شده‌است. هدف توسعه‌دهندگان لیبره‌آفیس این است که یک مجموعهٔ اداری مستقل با قابلیت پشتیبانی ODF تولید کنند که مشکل حق تکثیر نداشته باشد.
واژه لیبره‌آفیس از دو واژه لیبره (فرانسوی یا اسپانیایی) به معنایی آزادی و واژه آفیس (انگلیسی) به معنی مجموعهٔ اداری، تشکیل شده‌است.
لیبره‌آفیس ۳٫۳ بیش از ۱٫۳ میلیون بار دانلود شده‌است. و هم‌اکنون در بعضی از توزیع‌های لینوکس مانند دبیان، اوبونتو، اپن‌سوزه، لینوکس مینت، فدورا به صورت مجموعهٔ اداری پیش‌فرض نصب است.
لیبره‌آفیس به زبان‌های سی++، جاوا و پایتون نوشته شده‌است و بر روی اکثر سیستم‌عامل‌ها مثل ویندوز، مک اواس و گنو/لینوکس کار می‌کند. از قابلیت‌های لیبره‌آفیس سازگاری با اکثر مجموعه‌های اداری موجود همچون مایکروسافت آفیس است.

## ماژول‌ها
|    | ماژول   | توضیحات | برابر در مایکروسافت آفیس  |
| -- | ------- | --- | ------------------------- |
| 32 | Writer  | واژه پرداز WYSIWYG که از طریق نصب افزایه قادر به تولید خروجی مناسب ویکی‌پدیا نیز می‌باشد.                                              | مایکروسافت ورد            |
| 32 | Calc    | ابزار کار با صفحه‌گسترده‌ها | مایکروسافت اکسل           |
| 32 | Impress | ابزار تهیه و نمایش اسلاید و پرده‌نگار                                                                                                 | مایکروسافت پاورپوینت      |
| 32 | Draw    | نرم‌افزار عمومی ترسیم نمودار با استفاده از اشکال هندسی                                                                                | مایکروسافت ویزیو          |
| 32 | Math    | نرم‌افزار فرمول‌نویسی که از طریق نصب افزایه حتی قادر به تولید نمایش فرمولهای ریاضی با استفاده از زبان لاتک نیز می‌باشد.                 | مایکروسافت اکوئیشن ادیتور |
| 32 | Base    | یک جلودار برای سامانه‌های مدیریت پایگاه داده رابطه‌ای از قبیل مای‌اس‌کیوال و پستگرس‌کیوال که به صورت پیش‌فرض متکی بر اچ‌اس‌کیوال‌دی‌بی می‌باشد. | مایکروسافت اکسس           |

## لیبره‌آفیس مث
لیبره‌آفیس مث (به انگلیسی: LibreOffice Math) نرم‌افزار فرمول‌نویسی مجموعهٔ لیبره‌آفیس می‌باشد که هم به صورت جداگانه قابل اجراست و هم می‌توان آن را از منوی insert نرم‌افزار لیبره‌آفیس رایتر اجرا نمود. فایلهای تولید شده با این نرم‌افزار با پسوند mml. و پسوند odf. قابل ذخیره‌سازی هستند. این نرم‌افزار قادر به تولید فرمولهای ریاضی هم به صورت بصری و هم به صورت متنی می‌باشد.

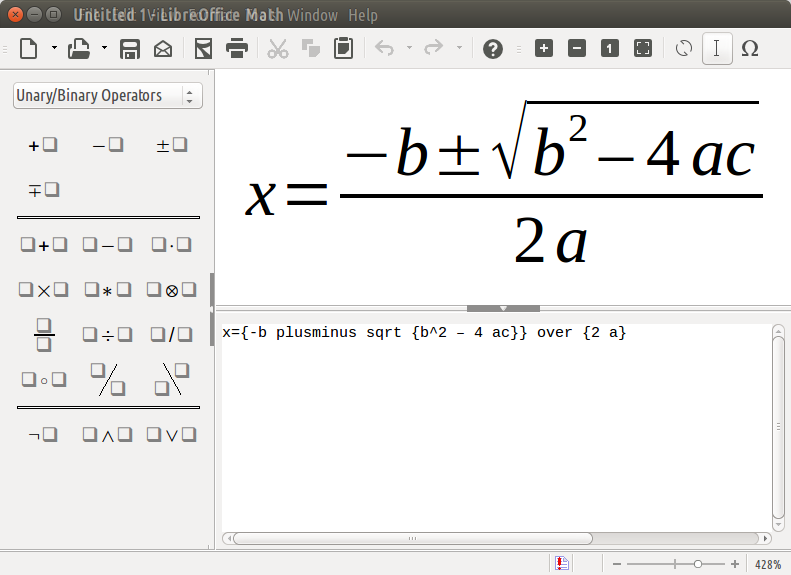
نماگرفتی از لیبره‌آفیس مث در محیط اوبونتو. نرم‌افزار فرمول‌نویسی مجموعهٔ لیبره‌آفیس در حال نمایش ریشه‌های یک معادلهٔ درجهٔ دوم.

### نمونه
در حالت متنی، عبارت:
x={-b plusminus sqrt {b^2 – 4 ac}} over 2a
به صورت:
{\displaystyle x={\frac {-b\pm {\sqrt {b^{2}-4ac}}}{2a}}}
نمایش داده خواهد شد.

## کاربران لیبره آفیس
۲۰۱۸: بنیاد مستندات در سال ۲۰۱۸ تعداد کاربران لیبره آفیس را ۲۰۰ میلیون کاربر فعال در سرتاسر جهان تخمین زده‌است. در حدود ۲۵٪ این تعداد دانش آموزان و ۱۰٪ کاربران لینوکس هستند. در مقایسه تعداد کاربرانی که از مایکروسافت آفیس استفاده می کند ۱٫۲ میلیارد کاربر هستند.

## انتشارها
در سال ۲۰۲۳، روش نسخه‌بندی لیبره‌آفیس به «نسخه‌بندی تقویمی» تغییر کرد. با توجه به این تغییرات، آخرین نسخه روش قدیمی نسخه ۷٫۶ خواهد بود و نسخه بعدی آن نسخه ۲۰۲۴٫۲ و سپس نسخه ۲۰۲۴٫۷ است که نشان دهنده ماه‌های انتشار در سال ۲۰۲۴ هستند.